# Suomalainen kansallissosialistinen työjärjestö
Suomalainen kansallissosialistinen työjärjestö (SKT) var en finländsk nazistisk sammanslutning som bildades hösten 1940 av diplomaten Teo Snellman.
Snellman framlade 1942 framlade rörelsens program i den lilla skriften Suomalainen kansallissosialismi. Programmet bar liksom de övriga finländska nazistgrupperingarnas tydliga spår av impulser från Nationalsocialistiska tyska arbetarepartiets program av 1920. Organisationen utgav bland annat veckotidningen Vapaa Suomi, som redigerades av Snellman. I likhet med övriga organisationer av denna typ upplöstes SKT i samband med vapenstilleståndet med Sovjetunionen hösten 1944.